# 인동고등학교
인동고등학교(仁同高等學校)는 대한민국 경상북도 구미시 구평동에 위치한 공립 고등학교이다.

## 학교 연혁
- 2003년 1월 20일 : 인동고등학교로 교명 확정
- 2003년 2월 25일 : 학칙 및 학급 인가 (보통학급 30학급, 특수학급 1학급 계 31학급)
- 2003년 3월 3일 : 제1회 입학식(신입생 354명 남 203명, 여 151명)
- 2003년 6월 15일 : 개교 기념식 거행 (개교기념일 6. 15.)
- 2010년 2월 26일 : 자율형 공립고 지정(교육과학기술부)
- 2012년 3월 1일 : 선진형 교과교실제 시행
- 2015년 3월 1일 : 자율형 공립고 정책 연구학교 운영(1년)
- 2018년 3월 1일 : 고교학점제 연구학교 운영 (3년)
- 2021년 3월 1일 : 자율형 공립고 재지정(4년)
- 2021년 9월 1일 : 제8대 차용석 교장 취임
- 2022년 3월 1일 : 고교학점제 선도학교
- 2024년 1월 4일 : 제19회 졸업식(졸업 248명, 총 졸업생수=6,406명)
- 2024년 3월 4일 : 2024학년도 입학(신입생 255명 남 95명, 여 160명)
- 2024년 9월 1일 : 제9대 박병욱 교장 취임
- 2025년 2월 6일 : 제20회 졸업식(졸업 250명, 총 졸업생수=6,656명)
- 2025년 3월 4일 : 2025학년도 입학(신입생 271명 남 124명, 여 147명)

## 참고 자료
- 인동고등학교 - 한국교육학술정보원 학교알리미